# Kilsyth
Kilsyth (gälisch: Cill Saidhe) ist eine Stadt in der schottischen Council Area North Lanarkshire.

## Geographie
Bei Kilsyth handelt es sich um die nördlichste Stadt von North Lanarkshire. Sie liegt im Central Belt etwa jeweils 18 km nordöstlich von Glasgow, südwestlich von Stirling und westlich von Falkirk. Kilsyth ist Hauptort des gleichnamigen Parishs, der Grenzen mit drei umliegenden Council Areas besitzt, Stirling, Falkirk und East Dunbartonshire. Im Norden wird das Stadtgebiet von der Hügelkette Kilsyth Hills und im Süden durch den Fluss Kelvin begrenzt. Der nordöstlich entspringende Bach Garrel Burn durchfließt Kilsyth und mündet in den Kelvin.

## Geschichte
Anhand archäologischer Untersuchungen wurde gezeigt, dass die Gegend von Kilsyth bereits in der Steinzeit besiedelt war. Östlich der heutigen Stadt befand sich die aus dem 16. oder frühen 17. Jahrhundert stammende Burg Colzium Castle, die zu Beginn des 18. Jahrhunderts zerstört wurde. 1620 erhielt Kilsyth die Rechte eines Burghs. Am 15. August 1645 wurde Kilsyth Schauplatz der Schlacht von Kilsyth, in der 3500 royalistische Soldaten um den Marquess von Montrose rund 8000 Covenanters deutlich besiegten. Heute befindet sich das Herrenhaus Colzium House auf den Ländereien des ehemaligen Colzium Castle.
Das moderne Kilsyth nimmt seinen Ursprung im Jahre 1665 und wurde in den 1670er Jahren von James Livingstone, 2. Viscount Kilsyth entwickelt. Auf Grund der Nähe zu den florierenden Städten Glasgow und Stirling, erlangte Kilsyth als Zwischenstation für den Warenhandel eine gewisse Bedeutung. Später profitierte die Stadt von der Nähe zu den textilverarbeitenden Betrieben in Glasgow und war ab 1845 selbst Standort eines Textilunternehmens. Außerdem wurde, wie an vielen umliegenden Orten, auch in Kilsyth in der Vergangenheit Kohle abgebaut. Zwischen 1923 und 1967 gehörte Kilsyth zu den wenigen britischen Städten, in denen der Alkoholverkauf untersagt war.
Im Rahmen der historischen Gliederung Schottlands in Civil Parishes ist Kilsyth Sitz einer gleichnamigen Einheit, die zu Stirlingshire gehörte. Seit deren Auflösung bildet es eine eigenständige Gemeinde (Community Council Area).

## Verkehr
Kilsyth ist an der A803 gelegen, die von der M9 bei Linlithgow über Falkirk nach Glasgow führt. Die M80 ist fünf Kilometer südlich bei Cumbernauld zugänglich. Kilsyth besitzt keinen eigenen Bahnhof. Jedoch wurde mit der Einrichtung der Edinburgh and Glasgow Railway ein Bahnhof im drei Kilometer südlich gelegenen Croy eröffnet, der heute noch auf der Croy Line und der Glasgow to Edinburgh via Falkirk Line bedient wird. Direkt südlich von Kilsyth verläuft mit dem Forth and Clyde Canal eine für den Warenverkehr historisch bedeutende Wasserstraße. Mit den Flughäfen von Glasgow und Edinburgh sind zwei internationale Flughäfen im Umkreis von 45 km vorhanden.

## Söhne und Töchter der Stadt
- Edward Beattie (* 1934), kanadischer Boxer
- Graeme English (1964–2021), Ringer